# 馬辛·麥考斯基
馬辛·麥考斯基（英語：Marcin Matkowski，1981年1月15日—），波蘭職業網球運動員（2003年—），比較擅長雙打，從2003年開始與同胞馬利尤斯·費騰柏格共同參加雙打比賽。
麥考斯基與費騰柏格共同入圍2006年網球大師盃賽，又在2006年澳洲公開賽打入四強，創造最佳的成績。2010年，他們又再創佳績，在法國公開賽打進八強與美國公開賽打進四強，這樣的表現讓他們再進入世界巡迴總決賽。

## 外部連結
- 馬辛·麥考斯基（英文/西班牙文）的官方資料
- 馬辛·麥考斯基的國際網球總會 職業／青少年 官方資料（英文）
- 馬辛·麥考斯基的官方資料（英文）